# Aucklandella conspirata
Aucklandella conspirata är en stekelart som först beskrevs av Smith 1876.  Aucklandella conspirata ingår i släktet Aucklandella och familjen brokparasitsteklar. Inga underarter finns listade.